# Renée van den Berg
Renée van den Berg (27 februari 1955) is een voormalig Nederlands softballer.
Van den Berg kwam uit in de hoofdklasse voor het eerste damesteam van Terrasvogels uit Santpoort en was tevens international van het Nederlands damessoftbalteam. Ze nam met dit team deel aan vele Europese kampioenschappen waarbij de titel werd behaald. In 1991 werd zij vanwege haar topsportprestaties opgenomen in de Hall of Fame van de European Softball Federation. Na haar actieve sportcarrière was zij in de jaren negentig en tweeduizend nog coach van Terrasvogels.